# Helen Hunt Jackson
Helen Hunt Jackson (nata Helen Maria Fiske; Amherst, 15 ottobre 1830 – San Francisco, 12 agosto 1885) è stata una poetessa e scrittrice statunitense, nonché attivista in favore dei diritti dei nativi americani.

## Biografia

### Infanzia e studi
Helen Maria Fiske nacque da Nathan Welby Fiske, ministro, scrittore e professore di latino, greco e filosofia all'Amherst College, e da Deborah Waterman Vinal Fiske. Ebbe due fratelli, Humphrey Washburn Fiske (?–1833) e David Vinal Fiske (1829–1829), entrambi morti subito dopo la nascita, e una sorella di nome Anne. La famiglia professava l'unitarismo.
Rimasta orfana in tenera età, Fiske fu affidata a un suo zio, che le permise di frequentare l'Ipswich Female Seminary e l'Abbott Institute, un collegio di New York gestito dal reverendo John Stevens Cabot Abbott. Fu compagna di classe di Emily Dickinson, con la quale avrebbe intrapreso una folta corrispondenza per il resto della sua vita, sebbene poche di queste lettere ci siano giunte.

### Carriera
Nel 1852 Fiske sposò il capitano dell'esercito statunitense Edward Bissell Hunt. La coppia ebbe due figli, uno dei quali, Murray Hunt (1853-1854), morì in tenera età a causa di una malattia al cervello. Suo marito fu ucciso nell'ottobre del 1863 in un incidente avvenuto mentre stava sperimentando una delle sue invenzioni marine. Il suo secondo figlio, Warren "Rennie" Horsford Hunt (1855-1865) morì all'età di 9 anni di difterite.
La maggior parte dei primi versi elegiaci di Hunt erano incentrati su questa pesante esperienza di perdita e dolore. Fino a quel momento, la sua vita era stata assorbita dai doveri domestici e sociali. La sua vera carriera letteraria iniziò quando si trasferì a Newport nell'inverno del 1866. La sua prima poesia di successo intitolata Coronation apparve in The Atlantic tre anni dopo. Fu l'inizio di un lungo e fruttuoso legame con quella rivista, indi collaborò con The Century, The Nation e Independent. Tra il 1868 e il 1870 viaggiò in Europa, e nel 1872 visitò per la prima volta la California.
Durante la sua permanenza a Colorado Springs in cura per la tubercolosi incontrò William Sharpless Jackson, un ricco banchiere e dirigente ferroviario, che sposò nel 1875, acquisendone il cognome con il quale sarebbe diventata maggiormente nota.
Pubblicò le sue prime opere in forma anonima, di solito con lo pseudonimo di "H. H."  Ralph Waldo Emerson ammirava la sua poesia e citava molte delle sue opere nelle sue letture pubbliche, includendone cinque nel suo Parnassus: An Anthology of Poetry (1880).
Nel corso dei due anni successivi pubblicò tre romanzi nella serie anonima No Name, tra cui Mercy Philbrick's Choice e Hetty's Strange History, e coinvolse Emily Dickinson nel pubblicare A Masque of Poets come parte della stessa serie.
Nel 1879 i suoi interessi si rivolsero alle condizioni dei nativi americani dopo aver ascoltato una conferenza a Boston del capo Orso in piedi della tribù Ponca, il quale illustrò la rimozione forzata della sua tribù dalla riserva del Nebraska e il trasferimento nella riserva di Quapaw, nel territorio indiano in Oklahoma, dove soffrirono di malattie, clima rigido e scarse risorse. Sconvolta dal maltrattamento dei nativi americani da parte degli agenti del governo, Jackson divenne un attivista per loro conto. Condusse indagini sulla cattiva condotta del governo, fece circolare petizioni, raccolse fondi e scrisse lettere al New York Times per conto dei Ponca. Definì il Segretario degli Interni Carl Schurz "il bugiardo più abile che abbia mai conosciuto" e denunciò la violazione da parte del governo dei trattati con le tribù degli indiani d'America. Documentò la corruzione degli agenti indiani degli Stati Uniti, degli ufficiali militari e dei coloni che avevano invaso e rubato le terre riservate agli indiani.
Jackson godette del sostegno di diversi editori di giornali che pubblicarono le sue indagini, tra cui William Hayes Ward del New York Independent, Richard Watson Gilder del Century Magazine e Whitelaw Reid del Daily Tribune.

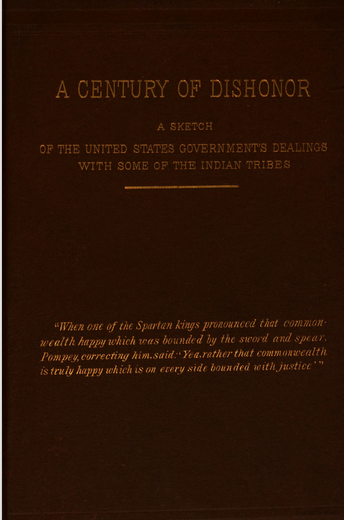
A Century of Dishonor (1881)

Nel 1879 pubblicò il primo libro con il suo nome, in cui condannava le politiche statali e federali indiane. A Century of Dishonor (1881) chiedeva una riforma significativa della politica del governo nei confronti dei nativi americani. Jackson inviò una copia a ogni membro del Congresso con una citazione di Benjamin Franklin stampata in rosso sulla copertina: "Guarda le tue mani: sono macchiate del sangue dei tuoi parenti". Il New York Times, tuttavia, ipotizzò quanto segue nel necrologio di Jackson:
()
Nel dicembre 1883 iniziò a scrivere un romanzo, originariamente intitolato In The Name of the Law ma poi pubblicato come Ramona (1884), il nome del personaggio principale. La protagonista, una ragazza orfana metà indiana e metà scozzese cresciuta nella società spagnola del Californio, lotta insieme al marito indiano Alessandro per la propria terra. I personaggi sono basati su persone conosciute da Jackson. L'opera ottenne un rapido successo e contribuì alla crescita del turismo nel sud della California.
Fu amica della scrittrice Flora Haines Loughead, che si prese cura di lei negli ultimi giorni di vita.
Morì di cancro allo stomaco nel 1885 a San Francisco. Inizialmente sepolta in un acro vicino a Seven Falls, i suoi resti furono successivamente trasferiti all'Evergreen Cemetery di Colorado Springs.

## Accoglienza
Una recensione del New York Times ha stimato 300 ristampe di Ramona. Un anno dopo la morte di Jackson, il North American Review descrisse Ramona come "senza dubbio il miglior romanzo mai prodotto da una donna statunitense" e lo definì, insieme a La capanna dello zio Tom, uno dei romanzi più etici del XIX secolo. Sessant'anni dopo la sua pubblicazione erano state vendute 600.000 copie. Ci sono state oltre 300 ristampe fino ad oggi e il libro non è mai uscito di stampa.

## Opere selezionate
- Bits of Travel (1872)
- Bits about Home Matters (1873)
- Saxe Holm's Stories (1874)
- The Story of Boon (1874)
- Mercy Philbrick's Choice (1876)
- Hetty's Strange History (1877)
- Bits of Talk in Verse and Prose for Young Folks (1876)
- Bits of Travel at Home (1878)
- Nelly's Silver Mine: A Story of Colorado Life (1878)
- Letters from a Cat (1879)
- A Century of Dishonor (1881)
- Ramona (1884)
- Zeph: A Posthumous Story (1885)
- Glimpses of Three Coasts (1886)
- Between Whiles (1888)
- A Calendar of Sonnets (1891)
- Ryan Thomas (1892)
- The Hunter Cats of Connorloa (1894)
- Poems by Helen Jackson Roberts Bros, Boston (1893)
- Pansy Billings and Popsy: Two Stories of Girl Life (1898)
- Glimpses of California (1914)